# Stanisław Hałaczkiewicz
Stanisław Leonard Hałaczkiewicz (ur. 21 października 1899 w Sosnowcu, zm. 1979) – kapitan piechoty Wojska Polskiego, działacz niepodległościowy, kawaler Orderu Virtuti Militari.

## Życiorys
Urodził się 21 października 1899 w Sosnowcu, w ówczesnym powiecie będzińskim guberni piotrkowskiej, w rodzinie Stanisława i Władysławy z Soleckich. W 1914 ukończył V klasę w Szkole Handlowej w Będzinie. W marcu 1915, mieszkając czasowo w Pajęcznie, wstąpił do Polskiej Organizacji Wojskowej. W 1916 ukończył kilkutygodniowy kurs instruktorski przy Komendzie V Okręgu POW w Piotrkowie. Po ukończeniu kursu pełnił funkcję instruktora w V Obwodzie POW Radomsko. W 1917 jako ekstern ukończył VII klasę w Szkole Handlowej w Będzinie.
1 listopada 1918 wstąpił do Wojska Polskiego. 15 listopada tego roku wyruszył na front z ochotniczą kompanią z Radomska i wziął udział w bitwie o Lwów, w składzie Grupy Operacyjnej płk. Izydora Modelskiego. W lutym 1919, po powrocie z frontu, wstąpił do organizowanego w Częstochowie 7 batalionu strzelców, który później został przemianowany kolejno na bytomski pułk strzelców, 167 pułk piechoty i 75 pułk piechoty. W czasie wojny z bolszewikami, w stopniu podchorążego, dowodził 9 kompanią, a następnie pełnił funkcję adiutanta I batalionu 167 pp. Podczas walk I batalionu wyróżnił się m.in. 4 lipca pod Ganczarami, 14 lipca w walkach z Kozakami pod Trąbami i 23 lipca podczas walk nad Niemnem, gdzie podczas ostrzału bolszewickich ckm do poszczególnych kompanii rozwoził rozkazy. Odznaczony został za udział w walkach Orderem Virtuti Militari i Krzyżem Walecznych (25 lipca 1921).
26 marca 1921 został zatwierdzony z dniem 14 stycznia 1921 podporucznikiem w piechocie. Przydzielony do Wielkopolskiej Szkoły Strzelania w Biedrusku od 1 maja do 15 czerwca 1921. Później służył na różnych stanowiskach w III batalionie 75 pułku piechoty w Wielkich Hajdukach. Przeniesiony 1 października 1922 do II batalionu 11 pułku piechoty w Szczakowej. Mianowany porucznikiem 1 lutego 1923. W maju 1934 był dowódcą 4 kompanii 11 pp. Później, w tym samym roku, został przeniesiony do Szkoły Podoficerów Piechoty dla Małoletnich Nr 1 w Koninie. 27 czerwca 1935 prezydent RP nadał mu stopień kapitana z dniem 1 stycznia 1935 i 59. lokatą w korpusie oficerów piechoty. 3 czerwca 1938 został przeniesiony z 66 pułku piechoty w Chełmnie do batalionu KOP „Suwałki” na stanowisko adiutanta baonu. 30 czerwca przybył do garnizonu Suwałki.
Od 13 października do 18 listopada 1938 przebywał w Szpitalu Obszaru Warownego „Wilno”, a od 12 grudnia 1938 do 17 stycznia 1939 na badaniach i leczeniu w Centrum Wyszkolenia Sanitarnego w Warszawie. Przeniesiony rozkazem dowódcy KOP z 10 lutego 1939 do Batalionu KOP „Orany”, jednak do marca pełnił obowiązki likwidatora agend batalionu KOP „Suwałki”. Od 24 marca do 23 lipca 1939 przebywał na urlopie zdrowotnym. 21 kwietnia został przeniesiony do 41 pułku piechoty w tym samym garnizonie, a w sierpniu do Dowództwa Okręgu Korpusu Nr III w Grodnie. Przydział mobilizacyjny nieustalony. Zmarł w 1979.

## Ordery i odznaczenia
- Krzyż Srebrny Orderu Wojskowego Virtuti Militari nr 5885 – 24 listopada 1922[13][1]
- Krzyż Walecznych[14][15]
- Medal Niepodległości – 16 września 1931 „za pracę w dziele odzyskania niepodległości”[16][17]
- Medal Pamiątkowy za Wojnę 1918–1921[15][6]
- Medal Dziesięciolecia Odzyskanej Niepodległości[15][6]
- Srebrny Medal za Długoletnią Służbę[6]
- Brązowy Medal za Długoletnią Służbę[6]